# شارون والش
شارون والش (بالإنجليزية: Sharon Walsh)‏ مواليد 24 فبراير 1952 في سان فرانسيسكو، هي لاعبة كرة مضرب أمريكية سابقة وكانت تلعب باليد اليمنى. كما أنها إحدى بطلات الجراند سلام. أعلى تصنيف لها في الفردي كان المركز الـ 29 في سنة 1984.

## بطولات حققتها
- بطولة ويمبلدون

## روابط خارجية
- شارون والش على موقع رابطة محترفات التنس (الإنجليزية)
- شارون والش على موقع الاتحاد الدولي لكرة المضرب (الإنجليزية)
- شارون والش على موقع كأس بيلي جين كينغ (الإنجليزية)
- شارون والش على موقع خلاصة التنس.كوم (الإنجليزية)